# Landgericht Herrieden

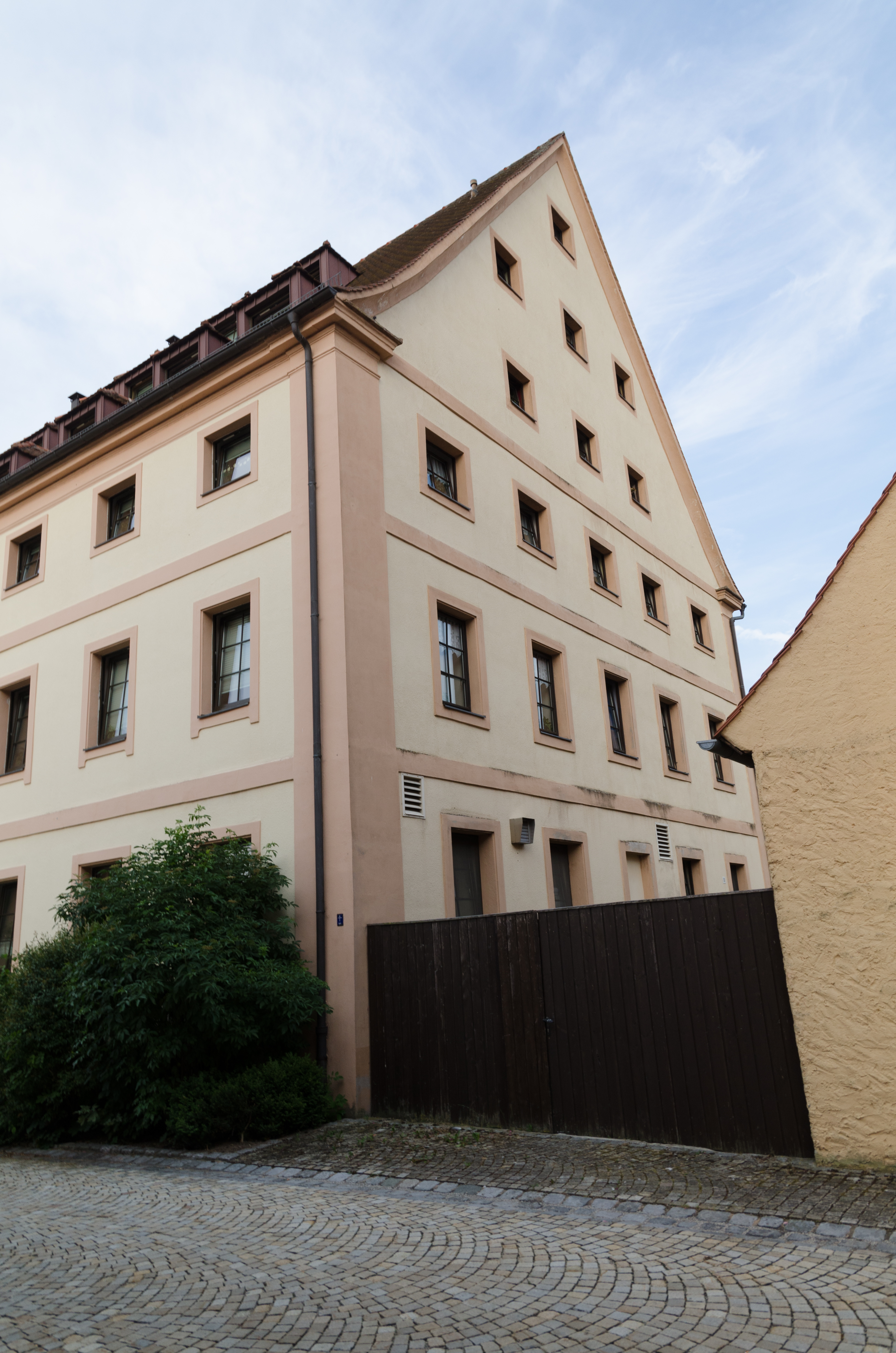
Amtssitz des Landgerichts, Vogteiplatz 11

Das Landgericht Herrieden war ein von 1808 bis 1879 bestehendes bayerisches Landgericht älterer Ordnung mit Sitz in Herrieden im heutigen Landkreis Ansbach. 

## Lage
Das Landgericht Herrieden grenzte im Norden an das Landgericht Ansbach, im Nordwesten an das Landgericht Leutershausen, im Westen an das Landgericht Feuchtwangen, im Süden an das Landgericht Wassertrüdingen, im Osten an das Landgericht Gunzenhausen und im Nordosten an das Landgericht Heilsbronn.

## Geschichte
Im Jahr 1808 wurde im Verlauf der Verwaltungsneugliederung Bayerns das Landgericht Herrieden errichtet. Dieses wurde dem Rezatkreis zugeschlagen. Der Amtssitz des Landgerichts war im Gebäude Vogteiplatz 11 in Herrieden. Hier war von 1808 bis 1862 ein Landrichter mit Landgerichtsassessor und ein Landgerichtsarzt tätig. Die Funktion des letzteren wurde 1862 in die eines Bezirksarztes 2. Classe umgewandelt. Der Bezirksarzt 1. Classe hatte seinen Sitz im Bezirksamt in Feuchtwangen.
1818 gab es im Landgericht Herrieden 10860 Einwohner, die sich auf 2632 Familien verteilten und in 2562 Anwesen wohnten.
1840 hatte das Landgericht Herrieden eine Fläche von 31⁄4 Quadratmeilen (≈184 km²) und 12061 Einwohner, wovon 7657 Katholiken und 4258 Protestanten und 146 Juden waren. Es gab 95 Ortschaften (2 Städte, 4 Märkte, 7 Pfarrdörfer, 1 Kirchdorf, 35 Dörfer, 34 Weiler und 12 Einöden) und 30 Gemeinden (1 Magistrat 3. Klasse, 1 Marktgemeinde und 29 Landgemeinden).

## Struktur

### Steuerdistrikte
Das Landgericht wurde in 14 Steuerdistrikte aufgeteilt, die vom Rentamt Herrieden verwaltet wurden:
- Arberg mit Georgenhaag, Goldbühl, Gothendorf, Kemmathen, Mörsach, Oberschönau, Unterschönau und Waffenmühle;
- Aurach mit Hilsbach, Stadel und Wahrberg;
- Bechhofen mit Gastenfelden, Rohrbach, Voggendorf, Waizendorf und Wiesethbruck;
- Burgoberbach mit Claffheim, Dierersdorf, Gerersdorf, Hohe Fichte, Neuses und Weiherschneidbach;
- Großbreitenbronn mit Bammersdorf, Kleinbreitenbronn, Nehdorf, Willendorf und Winterschneidbach;
- Großenried mit Aub, Kleinried, Liebersdorf, Mörlach und Weidendorf;
- Herrieden mit Mühlbruck, Regmannsdorf und Schernberg;
- Heuberg mit Brünst, Lammelbach, Leibelbach, Manndorf, Sauerbach, Schönau, Stegbruck und Winn;
- Neunstetten mit Altmühle, Esbach, Niederdombach und Steinbach;
- Ornbau mit Gern, Haag, Obermühl, Oberndorf und Taugenroth;
- Rauenzell mit Höfstetten, Hohenberg, Kugelmühle, Leutenbuch, Rös, Rösmühle, Roth, Schreinermühle, Seebronn und Velden;
- Sachsbach mit Kallert, Kaudorf, Lettenmühle, Rangenmühle, Reichenau und Selingsdorf;
- Sommersdorf mit Niederoberbach, Reisach, Thann und Winkel;
- Weidenbach mit Esbach, Irrebach, Kolmschneidbach, Leidendorf und Triesdorf.

### Gemeinden
1820 gehörten 1 Munizipalgemeinde und 34 Ruralgemeinden zum Landgericht:
- Arberg mit Oberschönau und Unterschönau;
- Aurach mit Hilsbach und Wahrberg;
- Bechhofen mit Gastenfelden;
- Burgoberbach mit Winterschneidbach;
- Claffheim mit Hohe Fichte;
- Dierersdorf mit Gerersdorf;
- Esbach mit Irrebach;
- Gern;
- Großbreitenbronn mit Bammersdorf, Kleinbreitenbronn und Willendorf;
- Großenried mit Aub, Kleinried und Weidendorf;
- Herrieden mit Mühlbruck;
- Heuberg mit Brünst;
- Hohenberg mit Höfstetten, Leutenbuch, Regmannsdorf, Roth, Schernberg und Seebronn;
- Kaudorf mit Kallert und Selingsdorf;
- Kemmathen mit Goldbühl;
- Lammelbach mit Leibelbach, Manndorf, Sauerbach und Winn;
- Leidendorf mit Kolmschneidbach und Nehdorf;
- Liebersdorf;
- Mörlach;
- Mörsach mit Georgenhaag und Gothendorf;
- Neunstetten mit Altmühle, Esbach, Niederdombach und Steinbach;
- Neuses;
- Niederoberbach mit Reisach;
- Obermühl mit Haag, Oberndorf und Taugenroth;
- Ornbau;
- Rauenzell mit Kugelmühle,  Rös, Rösmühle,  Schreinermühle und Velden;
- Sachsbach mit Lettenmühle, Rangenmühle und Reichenau;
- Sommersdorf;
- Stadel mit Schönau;
- Stegbruck;
- Thann mit Winkel;
- Waizendorf mit Rohrbach;
- Weidenbach mit Triesdorf;
- Weiherschneidbach;
- Wiesethbruck mit Voggendorf und Waffenmühle.

Vor 1840 kam es zu folgenden Umgemeindungen:
- Winterschneidbach nach Claffheim
- die Gemeinden Esbach und Weiherschneidbach nach Leidendorf
- die Gemeinde Dierersdorf nach Neuses
- die Gemeinde Obermühl nach Gern
- die Gemeinde Stegbruck nach Heuberg